# Margaret Windeyer
Pour les articles homonymes, voir Windeyer.
Margaret Windeyer, née le 24 novembre 1866 à Sydney, et morte le 11 août 1939 à Darlinghurst, était une féministe et bibliothécaire australienne.

## Vie et carrière
Margaret Windeyer est née à Sydney en 1866, elle était la cinquième fille et l'un des neuf enfants du juge et politicien William Charles Windeyer et de la militante du droit de vote pour les femmes Mary Elizabeth Windeyer.
Margaret Windeyer était membre de la Women's Literary Society, qui se réunissait dans sa maison familiale, et de l'organisation qui lui a succédé, la Womanhood Suffrage League of New South Wales, dont sa mère Mary fut la présidente fondatrice quand elle a été créée en 1891,. Après une visite aux États-Unis en 1893 en tant que commissaire de la World's Columbian Exposition à Chicago, où elle assista au Congrès mondial des femmes représentatives, elle retourna en Australie où elle aida à la création du National Council of Women of Australia.
En 1899 Margaret Windeyer partit pour New York pour suivre pendant deux ans les cours de bibliothécaire de la New York State Library's librarian school. Bien que ses candidatures à des emplois de bibliothécaire à Sydney avaient été rejetés à cause de son jeune âge et car elle était une femme, après qu'elle eut acquis de l'expérience à New York et soit devenue familière du système de classification décimale de Dewey elle fut embauchée par la Public Library of New South Wales en tant que catalogueuse lors de son retour en 1901 ; elle était l'une des premières femmes à travailler dans cette biobliothèque,. Durant sa carrière, elle fut également impliquée dans la création de bibliothèques pour enfant à  Sydney et de salles de lecture pour enfant dans des bibliothèques traditionnelles.
De 1907 à 1939, Margaret Windeyer était membre du conseil d'administration du Women's College à l'Université de Sydney. Elle fut aussi impliquée dans la Professional Women Workers' Association, la Kindergarten Union of New South Wales, le Parks and Playgrounds Movement, et la National Council of Women of Australia, qui la nomma présidente honoraire à vie en 1918 bien qu'elle n'ait jamais été membre de son conseil d'administration.
Margaret Windeyer mourut le 11 août 1939 à Darlinghurst, dans la banlieue de Sydney, des suites d'une brève maladie.

## Source de la traduction
- (en) Cet article est partiellement ou en totalité issu de l’article de Wikipédia en anglais intitulé « Margaret Windeyer » (voir la liste des auteurs).